# 522 Helga
522 Helga è un asteroide della fascia principale del diametro medio di circa 101,22 km. Scoperto nel 1904, presenta un'orbita caratterizzata da un semiasse maggiore pari a 3,6312565 UA e da un'eccentricità di 0,0745907, inclinata di 4,43595° rispetto all'eclittica.
Stanti i suoi parametri orbitali, è considerato un membro della famiglia Cibele di asteroidi.
L'origine del suo nome è sconosciuta.